# 고왕산 전투
고왕산 전투(영어: Battle of Kowang-san) 혹은 355고지 전투(영어: Battle of Hill 355)는 한국 전쟁 기간 중인 캐나다와 중공군이 임진강 북방 고왕산 지역에서 벌인 전투이다.

## 1차 고왕산 전투 (1951년 10월 3일~4일)
1951년 10월 3일, 코만도 작전 중 영연방 제1사단 예하 영연방 제28여단의 King's Own Scottish Borderers가 고왕산(355고지) 그리고 King's Shropshire Light Infantry가 277고지를 공격하여 10월 4일 양 고지를 점령하였다.

## 2차 고왕산 전투 (1951년 11월 22일~25일)
1951년 11월 22일~25일 기간 동안 캐나다 왕립 제22연대와 중공군이 전투를 벌여서 캐나다 왕립 22연대에서 16명의 전사자가 발생하였다.

## 3차 고왕산 전투 (1952년 10월 23일~24일)
1952년 10월 23일 캐나다 왕립 연대는 중공군의 급습을 받고 한때 고왕산 서측방의 고지를 피탈당했으나 역습으로 이를 탈환하여 주저항선을 회복하였다. 10월 24일 중공군은 다시 공격하여 여단의 포병 화력지원에도 불구하고 진내로 접근하였고, 중대는 수류탄과 백병전으로 응수하였으나 수적인 열세를 극복하지 못하고 진지 일부가 적의 수중에 들어갔다. D중대는 자정무렵 특공대를 조직하여 역습하였고 진지를 재탈환하였다.

## 오보
대한민국 언론에서는 제2차 후크고지 전투와 혼동하여 보도된 적이 있다. 그러나 제2차 후크고지 전투와 고왕산 전투는 각각 완전히 별개의 전투이다.

## 기념
캐나다 왕립 연대는 매년 10월 25일을 Kowang-San Day로 지정하여 이 전투를 기념하고 있다.

## 같이 보기
- 제2차 후크고지 전투
- 제1차 마량산 전투

## 참고 자료
- Canada Remembers Hill 355